# Serraca dicionica
Serraca dicionica là một loài bướm đêm trong họ Geometridae.